# Die Hochstaplerin (film 1944)
Die Hochstaplerin è un film del 1944 prodotto e diretto da Karl Anton.

## Produzione
Le riprese del film, prodotto dalla berlinese Tobis Filmkunst, durarono del 15 febbraio 1943 all'aprile dello stesso anno.

## Distribuzione
Distribuito dalla Deutsche Filmvertriebs (DFV), fu presentato in prima allo Stella-Palast di Berlino il 7 gennaio 1944.